# Chŏng In-bo
Chŏng In-bo (정인보) est un historien coréen né le 7 mai 1893 et mort le 7 septembre 1950. 